# Vlag van Warschau

Vlag van Warschau (ratio 2:3)

De vlag van Warschau bestaat uit twee even hoge horizontale banen in de kleuren geel (boven) en rood. Deze kleuren zijn afgeleid van de kleuren van het wapen van Warschau. Rood is een van de nationale kleuren van Polen, goud is een symbool van de koninklijke hoofdstad. Het werd voor het eerst gebruikt in 1938 zonder officiële status en werd officieel aangenomen door de stad in 1991.